# Copa del Rey 1922
Dvacátý druhý ročník Copa del Rey (španělského poháru) se konal od 12. března do 14. května 1922 za účasti osmi klubů.
Trofej získal již popáté ve své historii FC Barcelona, která porazila ve finále 5:1 Real Unión Club.